# 意大利广场 (布宜诺斯艾利斯)

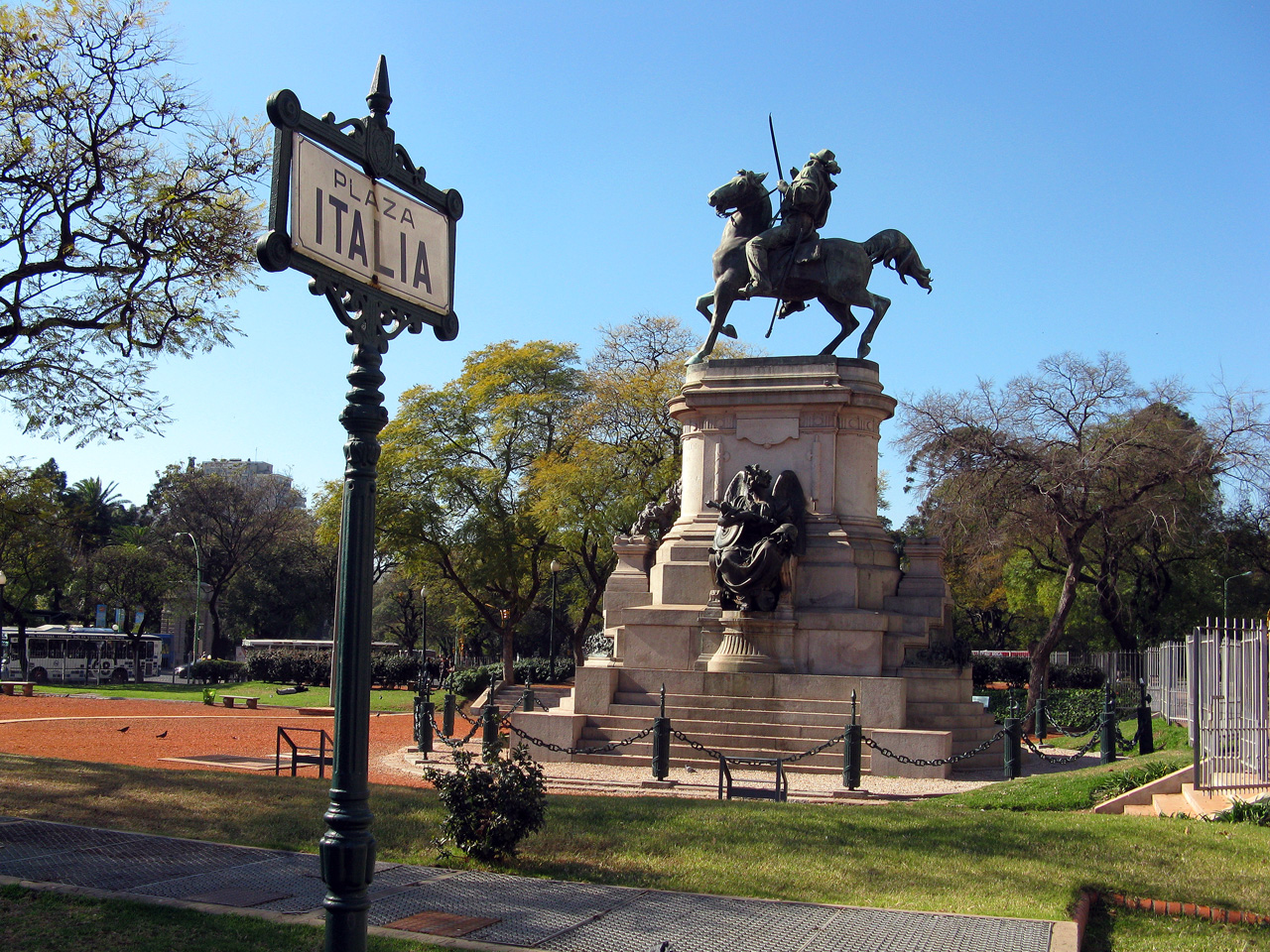
意大利广场

意大利广场（西班牙語：Plaza Italia）位于阿根廷布宜诺斯艾利斯巴勒莫区，圣菲大道4000号，萨米恩托大道（Avenida Sarmiento）终点。转角处是布宜诺斯艾利斯动物园，和布宜诺斯艾利斯植物园入口。
意大利广场是整个布宜诺斯艾利斯最繁忙的地点之一。在广场的中心是加里波第纪念碑，1904年6月19日揭幕。
意大利广场地下是布宜诺斯艾利斯地铁D线的意大利广场站。